# Bao Desa
Bao Desa is een bestuurslaag in het regentschap Sumbawa van de provincie West-Nusa Tenggara, Indonesië. Bao Desa telt 1056 inwoners (volkstelling 2010).